# Chiesa di Santa Maria delle Grazie (Valbrevenna)
La chiesa di Santa Maria delle Grazie è un luogo di culto cattolico italiano, situato nella frazione di Carsi nel comune di Valbrevenna, città metropolitana di Genova. La chiesa è sede della parrocchia omonima del vicariato della Valle Scrivia dell'arcidiocesi di Genova.
La chiesa è sottoposta a vincolo di tutela da parte della Soprintendenza per i beni architettonici e archeologici della Liguria.

## Storia e descrizione
Un'antica cappella fu edificata presso Carsi nel XVI secolo e rimane traccia di tale edificio per una finestrella a trifora presente dietro il coro.
Completamente ricostruita nel 1669, fu aggregata alla parrocchia di San Lorenzo martire di Pareto fino al 9 maggio 1721, quando l'arcivescovo di Genova cardinale Lorenzo Maria Fieschi ne decretò lo smembramento.
La vicina sacrestia fu edificata nel 1771 e successivamente il campanile. L'interno è a unica navata con tre altari.
La facciata è stata restaurata nel 1996.